# Hồ Nigeen
Hồ Nigeen (đôi khi bị đọc trại thành Hồ Nageen) là tên của một hồ nước có độ phú dưỡng nhẹ nằm ở thành phố Srinagar, bang Jammu và Kashmir, Ấn Độ. Đôi khi, hồ nước này được xem như là một phần của hồ Dal bởi vì chúng kết nối với nhau bằng một cái lạch nước hẹp. Ngoài ra, nó cũng kết nối với hai hồ nước tên là hồ Khushal Sar và hồ Gil Sar.

## Từ nguyên học
Bờ hồ Nigeen được bao quanh bởi rất nhiều cây liễu và những cây thuộc chi Dương. Vì thế, nó được xem như là "nageena" (mang nghĩa là "ngọc quý trong chiếc nhẫn"). Từ "nigeen" là một biến thể trong phát âm của từ "nageena".

## Vị trí
Hồ nước này thì nằm ở gần đồi Hari Parbat, phía tây là hồ Dal. Hướng tây và hướng bắc thì nằm ở Baghwanpora và Lal Bazer. Trong khi hướng đông bắc là thị trấn Hazratbal, nổi danh với điện thờ Hazratbal Shrine, Srinagar.

## Tình trạng hiện tại
Hiện tại, hồ Nigeen là địa điểm thu hút khách du lịch tại Srinagar bởi vì nước của hồ này liên quan mật thiết với hồ Dal. Trên hồ có rất nhiều nhà nổi và shikara (một loại thuyền bằng gỗ, xuất hiện ở trên hồ Dal và một số vùng nước khác của Srinagar). Bên cạnh đó nó còn là một điểm lí tưởng để bơi lội vì hồ nước sâu hơn và không đông đúc như hồ Dal.
Tuy nhiên, hồ nước này và những vùng nước khác của thung lũng Kashmir đang bị xâm lấn làm giảm chất lượng nước, mỹ quang và cũng như là tăng nguy cơ gây lũ lụt. Do đó, chính phủ của bang Jammu và Kashmir đang ra sức cải thiện tình trạng này để đưa nó trở về hiện trạng ban đầu.